# Črmošnjice pri Stopičah
Črmošnjice pri Stopičah – wieś w Słowenii, w gminie miejskiej Novo mesto. W 2018 roku liczyła 382 mieszkańców. 